# Férfi 4 × 7,5 km-es biatlonváltó a 2010. évi téli olimpiai játékokon
A 2010. évi téli olimpiai játékokon a biatlon férfi 4 × 7,5 km-es váltó versenyszámát február 26-án rendezték a whistleri Whistler Olympic Park síközpontjában.
Az aranyérmet a Halvard Hanevold, Tarjei Bø, Emil Hegle Svendsen és Ole Einar Bjørndalen összetételű norvég váltó nyerte. A második helyen szoros küzdelemben az osztrákok végeztek (Simon Eder, Daniel Mesotitsch, Dominik Landertinger, Christoph Sumann), két tized másodperccel megelőzve az orosz csapatot (Ivan Cserezov, Anton Sipulin, Makszim Csudov, Jevgenyij Usztyugov).

## Végeredmény
Az időeredmények másodpercben értendők.
| Helyezés | Csapat                                                                                               | Idő                                       | Lövőhiba (F+Á)                           | Hátrány  |
| -------- | --- | ----------------------------------------- | ---------------------------------------- | -------- |
| Arany    | Norvégia (NOR) · Halvard Hanevold · Tarjei Bø · Emil Hegle Svendsen · Ole Einar Bjørndalen           | 1:21:38,1 20:15,6 20:26,8 20:31,3 20:24,4 | 0+5 0+2 0+1 0+0 0+1 0+1 0+2 0+0          |          |
| Ezüst    | Ausztria (AUT) · Simon Eder · Daniel Mesotitsch · Dominik Landertinger · Christoph Sumann            | 1:22:16,7 20:10,0 20:38,0 20:25,9 21:02,8 | 1+6 0+2 0+0 0+1 0+2 0+1 0+1 0+0 1+3 0+0  | +38,6    |
| Bronz    | Oroszország (RUS) · Ivan Cserezov · Anton Sipulin · Makszim Csudov · Jevgenyij Usztyugov             | 1:22:16,9 20:07,5 21:05,0 20:23,2 20:41,2 | 0+0 0+4 0+0 0+1 0+0 0+0 0+0 0+0 0+0 0+3  | +38,8    |
| 4.       | Svédország (SWE) · Fredrik Lindström · Carl Johan Bergman · Mattias Nilsson · Björn Ferry            | 1:23:02,0 20:11,3 20:37,9 21:32,0 20:40,8 | 0+3 1+7 0+1 0+0 0+1 0+3 0+0 1+3 0+1 0+1  | +1:23,9  |
| 5.       | Németország (GER) · Simon Schempp · Andreas Birnbacher · Arnd Peiffer · Michael Greis                | 1:23:16,0 20:10,4 21:53,7 20:56,9 20:15,0 | 0+0 2+7 0+0 0+1 0+0 2+3 0+0 0+3 0+0 0+0  | +1:37,9  |
| 6.       | Franciaország (FRA) · Vincent Jay · Vincent Defrasne · Simon Fourcade · Martin Fourcade              | 1:23:16,2 20:13,7 21:25,6 21:08,2 20:28,7 | 0+3 1+6 0+2 0+1 0+1 1+3 0+0 0+0 0+0 0+2  | +1:38,1  |
| 7.       | Csehország (CZE) · Jaroslav Soukup · Zdeněk Vítek · Roman Dostál · Michal Šlesingr                   | 1:23:55,2 20:13,5 20:36,8 21:45,7 21:19,2 | 0+3 0+6 0+0 0+1 0+1 0+1 0+2 0+2 0+0 0+2  | +2:17,1  |
| 8.       | Ukrajna (UKR) · Olekszandr Bilanenko · Andrij Derizemlja · Vjacseszlav Derkacs · Szerhij Szednev     | 1:24:25,1 20:38,7 20:44,3 21:47,3 21:14,8 | 0+1 0+3 0+0 0+1 0+1 0+1 0+0 0+0 0+0 0+1  | +2:47,0  |
| 9.       | Svájc (SUI) · Thomas Frei · Matthias Simmen · Benjamin Weger · Simon Hallenbarter                    | 1:24:36,8 20:47,6 21:17,1 21:26,1 21:06,0 | 0+2 0+7 0+0 0+1 0+2 0+3 0+0 0+2 0+0 0+1  | +2:58,7  |
| 10.      | Kanada (CAN) · Robin Clegg · Marc-André Bédard · Brendan Green · Jean-Philippe Leguellec             | 1:24:50,7 20:16,4 21:11,6 22:12,0 21:10,7 | 0+3 0+4 0+0 0+1 0+1 0+1 0+2 0+1 0+0 0+1  | +3:12,6  |
| 11.      | Fehéroroszország (BLR) · Javhen Abramenka · Aljakszandr Sziman · Rusztam Valiulin · Szjarhej Novikav | 1:25:47,4 21:59,3 21:05,0 21:36,4 21:06,7 | 0+3 1+5 0+1 0+1 0+1 0+1 0+0 1+3 0+1 0+0  | +4:09,3  |
| 12.      | Olaszország (ITA) · Christian De Lorenzi · Markus Windisch · Lukas Hofer · Mattia Cola               | 1:26:27,5 20:16,7 21:39,6 21:44,1 22:47,1 | 0+3 1+8 0+1 0+2 0+0 1+3 0+0 0+2 0+2 0+1  | +4:49,4  |
| 13.      | Egyesült Államok (USA) · Lowell Bailey · Jay Hakkinen · Timothy Burke · Jeremy Teela                 | 1:27:58,3 20:51,8 21:47,0 22:01,7 23:17,8 | 0+2 4+10 0+0 0+1 0+0 1+3 0+0 2+3 0+2 1+3 | +6:20,2  |
| 14.      | Észtország (EST) · Priit Viks · Kauri Koiv · Indrek Tobreluts · Roland Lessing                       | 1:28:16,5 21:07,1 22:39,6 21:54,3 22:35,5 | 3+7 0+3 0+0 0+3 1+3 0+0 0+1 0+0 2+3 0+0  | +6:38,4  |
| 15.      | Szlovákia (SVK) · Miroslav Matiasko · Marek Matiasko · Dusan Simocko · Pavol Hurajt                  | 1:28:54,1 21:18,3 22:09,6 23:56,3 21:29,9 | 1+4 1+8 0+0 0+1 0+0 0+2 1+3 1+3 0+1 0+2  | +7:16,0  |
| 16.      | Bulgária (BUL) · Michail Kletcherov · Vladimir Iliev · Miroslav Kenanov · Krasimir Anev              | 1:29:39,7 20:48,4 22:36,4 23:28,9 22:46,0 | 0+3 0+6 0+1 0+1 0+2 0+1 0+0 0+1 0+0 0+3  | +8:01,6  |
| 17.      | Szlovénia (SLO) · Peter Dokl · Klemen Bauer · Vasja Rupnik · Janez Marič                             | 1:29:52,4 23:09,1 22:24,3 22:10,2 22:08,8 | 0+6 3+10 0+2 1+3 0+0 2+3 0+3 0+2 0+1 0+2 | +8:14,3  |
| 18.      | Kazahsztán (KAZ) · Alekszandr Cservjakov · Jan Szavickij · Diasz Kenesev · Alekszandr Trifonov       | 1:30:31,1 21:08,9 22:23,1 24:10,2 22:48,9 | 2+6 2+7 0+1 0+3 2+3 0+1 0+1 2+3 0+1 0+0  | +8:53,0  |
| 19.      | Lettország (LAT) · Edgars Piksons · Ilmārs Bricis · Andrejs Rastorgujevs · Kristaps Libietis         | 1:35:15,5 26:11,5 21:47,2 23:31,6 23:45,2 | 5+8 2+8 3+3 2+3 0+1 0+2 2+3 0+0 0+1 0+3  | +13:37,4 |